# Kungsgambit
Den här artikeln använder algebraisk schacknotation för att beskriva schackdragen.
Kungsgambit är en schacköppning som inleds med dragen:
1. e4 e5
2. f4
Vits syfte är att avleda svarts e-bonde och skaffa sig ett starkt centrum med d4. Svart kan antingen anta gambiten (vilket är vanligast) eller avböja den, eventuellt med en motgambit.
Kungsgambit är en gammal öppning med kända partier från 1500-talet. Den hade sin storhetstid under den romantiska eran på 1800-talet men sen dess har populariteten dalat och den är idag ovanlig på elitnivå.

## Varianter

### Antagen kungsgambit
|   | a | b | c | d | e | f | g | h |   |
| 8 | a8 svart torn · b8 svart springare · c8 svart löpare · d8 svart drottning · e8 svart kung · f8 svart löpare · g8 svart springare · h8 svart torn · a7 svart bonde · b7 svart bonde · c7 svart bonde · d7 svart bonde · f7 svart bonde · h7 svart bonde · e5 vit springare · e4 vit bonde · f4 svart bonde · g4 svart bonde · h4 vit bonde · a2 vit bonde · b2 vit bonde · c2 vit bonde · d2 vit bonde · g2 vit bonde · a1 vit torn · b1 vit springare · c1 vit löpare · d1 vit drottning · e1 vit kung · f1 vit löpare · h1 vit torn | a8 svart torn · b8 svart springare · c8 svart löpare · d8 svart drottning · e8 svart kung · f8 svart löpare · g8 svart springare · h8 svart torn · a7 svart bonde · b7 svart bonde · c7 svart bonde · d7 svart bonde · f7 svart bonde · h7 svart bonde · e5 vit springare · e4 vit bonde · f4 svart bonde · g4 svart bonde · h4 vit bonde · a2 vit bonde · b2 vit bonde · c2 vit bonde · d2 vit bonde · g2 vit bonde · a1 vit torn · b1 vit springare · c1 vit löpare · d1 vit drottning · e1 vit kung · f1 vit löpare · h1 vit torn | a8 svart torn · b8 svart springare · c8 svart löpare · d8 svart drottning · e8 svart kung · f8 svart löpare · g8 svart springare · h8 svart torn · a7 svart bonde · b7 svart bonde · c7 svart bonde · d7 svart bonde · f7 svart bonde · h7 svart bonde · e5 vit springare · e4 vit bonde · f4 svart bonde · g4 svart bonde · h4 vit bonde · a2 vit bonde · b2 vit bonde · c2 vit bonde · d2 vit bonde · g2 vit bonde · a1 vit torn · b1 vit springare · c1 vit löpare · d1 vit drottning · e1 vit kung · f1 vit löpare · h1 vit torn | a8 svart torn · b8 svart springare · c8 svart löpare · d8 svart drottning · e8 svart kung · f8 svart löpare · g8 svart springare · h8 svart torn · a7 svart bonde · b7 svart bonde · c7 svart bonde · d7 svart bonde · f7 svart bonde · h7 svart bonde · e5 vit springare · e4 vit bonde · f4 svart bonde · g4 svart bonde · h4 vit bonde · a2 vit bonde · b2 vit bonde · c2 vit bonde · d2 vit bonde · g2 vit bonde · a1 vit torn · b1 vit springare · c1 vit löpare · d1 vit drottning · e1 vit kung · f1 vit löpare · h1 vit torn | a8 svart torn · b8 svart springare · c8 svart löpare · d8 svart drottning · e8 svart kung · f8 svart löpare · g8 svart springare · h8 svart torn · a7 svart bonde · b7 svart bonde · c7 svart bonde · d7 svart bonde · f7 svart bonde · h7 svart bonde · e5 vit springare · e4 vit bonde · f4 svart bonde · g4 svart bonde · h4 vit bonde · a2 vit bonde · b2 vit bonde · c2 vit bonde · d2 vit bonde · g2 vit bonde · a1 vit torn · b1 vit springare · c1 vit löpare · d1 vit drottning · e1 vit kung · f1 vit löpare · h1 vit torn | a8 svart torn · b8 svart springare · c8 svart löpare · d8 svart drottning · e8 svart kung · f8 svart löpare · g8 svart springare · h8 svart torn · a7 svart bonde · b7 svart bonde · c7 svart bonde · d7 svart bonde · f7 svart bonde · h7 svart bonde · e5 vit springare · e4 vit bonde · f4 svart bonde · g4 svart bonde · h4 vit bonde · a2 vit bonde · b2 vit bonde · c2 vit bonde · d2 vit bonde · g2 vit bonde · a1 vit torn · b1 vit springare · c1 vit löpare · d1 vit drottning · e1 vit kung · f1 vit löpare · h1 vit torn | a8 svart torn · b8 svart springare · c8 svart löpare · d8 svart drottning · e8 svart kung · f8 svart löpare · g8 svart springare · h8 svart torn · a7 svart bonde · b7 svart bonde · c7 svart bonde · d7 svart bonde · f7 svart bonde · h7 svart bonde · e5 vit springare · e4 vit bonde · f4 svart bonde · g4 svart bonde · h4 vit bonde · a2 vit bonde · b2 vit bonde · c2 vit bonde · d2 vit bonde · g2 vit bonde · a1 vit torn · b1 vit springare · c1 vit löpare · d1 vit drottning · e1 vit kung · f1 vit löpare · h1 vit torn | a8 svart torn · b8 svart springare · c8 svart löpare · d8 svart drottning · e8 svart kung · f8 svart löpare · g8 svart springare · h8 svart torn · a7 svart bonde · b7 svart bonde · c7 svart bonde · d7 svart bonde · f7 svart bonde · h7 svart bonde · e5 vit springare · e4 vit bonde · f4 svart bonde · g4 svart bonde · h4 vit bonde · a2 vit bonde · b2 vit bonde · c2 vit bonde · d2 vit bonde · g2 vit bonde · a1 vit torn · b1 vit springare · c1 vit löpare · d1 vit drottning · e1 vit kung · f1 vit löpare · h1 vit torn | 8 |
| 7 | a8 svart torn · b8 svart springare · c8 svart löpare · d8 svart drottning · e8 svart kung · f8 svart löpare · g8 svart springare · h8 svart torn · a7 svart bonde · b7 svart bonde · c7 svart bonde · d7 svart bonde · f7 svart bonde · h7 svart bonde · e5 vit springare · e4 vit bonde · f4 svart bonde · g4 svart bonde · h4 vit bonde · a2 vit bonde · b2 vit bonde · c2 vit bonde · d2 vit bonde · g2 vit bonde · a1 vit torn · b1 vit springare · c1 vit löpare · d1 vit drottning · e1 vit kung · f1 vit löpare · h1 vit torn | a8 svart torn · b8 svart springare · c8 svart löpare · d8 svart drottning · e8 svart kung · f8 svart löpare · g8 svart springare · h8 svart torn · a7 svart bonde · b7 svart bonde · c7 svart bonde · d7 svart bonde · f7 svart bonde · h7 svart bonde · e5 vit springare · e4 vit bonde · f4 svart bonde · g4 svart bonde · h4 vit bonde · a2 vit bonde · b2 vit bonde · c2 vit bonde · d2 vit bonde · g2 vit bonde · a1 vit torn · b1 vit springare · c1 vit löpare · d1 vit drottning · e1 vit kung · f1 vit löpare · h1 vit torn | a8 svart torn · b8 svart springare · c8 svart löpare · d8 svart drottning · e8 svart kung · f8 svart löpare · g8 svart springare · h8 svart torn · a7 svart bonde · b7 svart bonde · c7 svart bonde · d7 svart bonde · f7 svart bonde · h7 svart bonde · e5 vit springare · e4 vit bonde · f4 svart bonde · g4 svart bonde · h4 vit bonde · a2 vit bonde · b2 vit bonde · c2 vit bonde · d2 vit bonde · g2 vit bonde · a1 vit torn · b1 vit springare · c1 vit löpare · d1 vit drottning · e1 vit kung · f1 vit löpare · h1 vit torn | a8 svart torn · b8 svart springare · c8 svart löpare · d8 svart drottning · e8 svart kung · f8 svart löpare · g8 svart springare · h8 svart torn · a7 svart bonde · b7 svart bonde · c7 svart bonde · d7 svart bonde · f7 svart bonde · h7 svart bonde · e5 vit springare · e4 vit bonde · f4 svart bonde · g4 svart bonde · h4 vit bonde · a2 vit bonde · b2 vit bonde · c2 vit bonde · d2 vit bonde · g2 vit bonde · a1 vit torn · b1 vit springare · c1 vit löpare · d1 vit drottning · e1 vit kung · f1 vit löpare · h1 vit torn | a8 svart torn · b8 svart springare · c8 svart löpare · d8 svart drottning · e8 svart kung · f8 svart löpare · g8 svart springare · h8 svart torn · a7 svart bonde · b7 svart bonde · c7 svart bonde · d7 svart bonde · f7 svart bonde · h7 svart bonde · e5 vit springare · e4 vit bonde · f4 svart bonde · g4 svart bonde · h4 vit bonde · a2 vit bonde · b2 vit bonde · c2 vit bonde · d2 vit bonde · g2 vit bonde · a1 vit torn · b1 vit springare · c1 vit löpare · d1 vit drottning · e1 vit kung · f1 vit löpare · h1 vit torn | a8 svart torn · b8 svart springare · c8 svart löpare · d8 svart drottning · e8 svart kung · f8 svart löpare · g8 svart springare · h8 svart torn · a7 svart bonde · b7 svart bonde · c7 svart bonde · d7 svart bonde · f7 svart bonde · h7 svart bonde · e5 vit springare · e4 vit bonde · f4 svart bonde · g4 svart bonde · h4 vit bonde · a2 vit bonde · b2 vit bonde · c2 vit bonde · d2 vit bonde · g2 vit bonde · a1 vit torn · b1 vit springare · c1 vit löpare · d1 vit drottning · e1 vit kung · f1 vit löpare · h1 vit torn | a8 svart torn · b8 svart springare · c8 svart löpare · d8 svart drottning · e8 svart kung · f8 svart löpare · g8 svart springare · h8 svart torn · a7 svart bonde · b7 svart bonde · c7 svart bonde · d7 svart bonde · f7 svart bonde · h7 svart bonde · e5 vit springare · e4 vit bonde · f4 svart bonde · g4 svart bonde · h4 vit bonde · a2 vit bonde · b2 vit bonde · c2 vit bonde · d2 vit bonde · g2 vit bonde · a1 vit torn · b1 vit springare · c1 vit löpare · d1 vit drottning · e1 vit kung · f1 vit löpare · h1 vit torn | a8 svart torn · b8 svart springare · c8 svart löpare · d8 svart drottning · e8 svart kung · f8 svart löpare · g8 svart springare · h8 svart torn · a7 svart bonde · b7 svart bonde · c7 svart bonde · d7 svart bonde · f7 svart bonde · h7 svart bonde · e5 vit springare · e4 vit bonde · f4 svart bonde · g4 svart bonde · h4 vit bonde · a2 vit bonde · b2 vit bonde · c2 vit bonde · d2 vit bonde · g2 vit bonde · a1 vit torn · b1 vit springare · c1 vit löpare · d1 vit drottning · e1 vit kung · f1 vit löpare · h1 vit torn | 7 |
| 6 | a8 svart torn · b8 svart springare · c8 svart löpare · d8 svart drottning · e8 svart kung · f8 svart löpare · g8 svart springare · h8 svart torn · a7 svart bonde · b7 svart bonde · c7 svart bonde · d7 svart bonde · f7 svart bonde · h7 svart bonde · e5 vit springare · e4 vit bonde · f4 svart bonde · g4 svart bonde · h4 vit bonde · a2 vit bonde · b2 vit bonde · c2 vit bonde · d2 vit bonde · g2 vit bonde · a1 vit torn · b1 vit springare · c1 vit löpare · d1 vit drottning · e1 vit kung · f1 vit löpare · h1 vit torn | a8 svart torn · b8 svart springare · c8 svart löpare · d8 svart drottning · e8 svart kung · f8 svart löpare · g8 svart springare · h8 svart torn · a7 svart bonde · b7 svart bonde · c7 svart bonde · d7 svart bonde · f7 svart bonde · h7 svart bonde · e5 vit springare · e4 vit bonde · f4 svart bonde · g4 svart bonde · h4 vit bonde · a2 vit bonde · b2 vit bonde · c2 vit bonde · d2 vit bonde · g2 vit bonde · a1 vit torn · b1 vit springare · c1 vit löpare · d1 vit drottning · e1 vit kung · f1 vit löpare · h1 vit torn | a8 svart torn · b8 svart springare · c8 svart löpare · d8 svart drottning · e8 svart kung · f8 svart löpare · g8 svart springare · h8 svart torn · a7 svart bonde · b7 svart bonde · c7 svart bonde · d7 svart bonde · f7 svart bonde · h7 svart bonde · e5 vit springare · e4 vit bonde · f4 svart bonde · g4 svart bonde · h4 vit bonde · a2 vit bonde · b2 vit bonde · c2 vit bonde · d2 vit bonde · g2 vit bonde · a1 vit torn · b1 vit springare · c1 vit löpare · d1 vit drottning · e1 vit kung · f1 vit löpare · h1 vit torn | a8 svart torn · b8 svart springare · c8 svart löpare · d8 svart drottning · e8 svart kung · f8 svart löpare · g8 svart springare · h8 svart torn · a7 svart bonde · b7 svart bonde · c7 svart bonde · d7 svart bonde · f7 svart bonde · h7 svart bonde · e5 vit springare · e4 vit bonde · f4 svart bonde · g4 svart bonde · h4 vit bonde · a2 vit bonde · b2 vit bonde · c2 vit bonde · d2 vit bonde · g2 vit bonde · a1 vit torn · b1 vit springare · c1 vit löpare · d1 vit drottning · e1 vit kung · f1 vit löpare · h1 vit torn | a8 svart torn · b8 svart springare · c8 svart löpare · d8 svart drottning · e8 svart kung · f8 svart löpare · g8 svart springare · h8 svart torn · a7 svart bonde · b7 svart bonde · c7 svart bonde · d7 svart bonde · f7 svart bonde · h7 svart bonde · e5 vit springare · e4 vit bonde · f4 svart bonde · g4 svart bonde · h4 vit bonde · a2 vit bonde · b2 vit bonde · c2 vit bonde · d2 vit bonde · g2 vit bonde · a1 vit torn · b1 vit springare · c1 vit löpare · d1 vit drottning · e1 vit kung · f1 vit löpare · h1 vit torn | a8 svart torn · b8 svart springare · c8 svart löpare · d8 svart drottning · e8 svart kung · f8 svart löpare · g8 svart springare · h8 svart torn · a7 svart bonde · b7 svart bonde · c7 svart bonde · d7 svart bonde · f7 svart bonde · h7 svart bonde · e5 vit springare · e4 vit bonde · f4 svart bonde · g4 svart bonde · h4 vit bonde · a2 vit bonde · b2 vit bonde · c2 vit bonde · d2 vit bonde · g2 vit bonde · a1 vit torn · b1 vit springare · c1 vit löpare · d1 vit drottning · e1 vit kung · f1 vit löpare · h1 vit torn | a8 svart torn · b8 svart springare · c8 svart löpare · d8 svart drottning · e8 svart kung · f8 svart löpare · g8 svart springare · h8 svart torn · a7 svart bonde · b7 svart bonde · c7 svart bonde · d7 svart bonde · f7 svart bonde · h7 svart bonde · e5 vit springare · e4 vit bonde · f4 svart bonde · g4 svart bonde · h4 vit bonde · a2 vit bonde · b2 vit bonde · c2 vit bonde · d2 vit bonde · g2 vit bonde · a1 vit torn · b1 vit springare · c1 vit löpare · d1 vit drottning · e1 vit kung · f1 vit löpare · h1 vit torn | a8 svart torn · b8 svart springare · c8 svart löpare · d8 svart drottning · e8 svart kung · f8 svart löpare · g8 svart springare · h8 svart torn · a7 svart bonde · b7 svart bonde · c7 svart bonde · d7 svart bonde · f7 svart bonde · h7 svart bonde · e5 vit springare · e4 vit bonde · f4 svart bonde · g4 svart bonde · h4 vit bonde · a2 vit bonde · b2 vit bonde · c2 vit bonde · d2 vit bonde · g2 vit bonde · a1 vit torn · b1 vit springare · c1 vit löpare · d1 vit drottning · e1 vit kung · f1 vit löpare · h1 vit torn | 6 |
| 5 | a8 svart torn · b8 svart springare · c8 svart löpare · d8 svart drottning · e8 svart kung · f8 svart löpare · g8 svart springare · h8 svart torn · a7 svart bonde · b7 svart bonde · c7 svart bonde · d7 svart bonde · f7 svart bonde · h7 svart bonde · e5 vit springare · e4 vit bonde · f4 svart bonde · g4 svart bonde · h4 vit bonde · a2 vit bonde · b2 vit bonde · c2 vit bonde · d2 vit bonde · g2 vit bonde · a1 vit torn · b1 vit springare · c1 vit löpare · d1 vit drottning · e1 vit kung · f1 vit löpare · h1 vit torn | a8 svart torn · b8 svart springare · c8 svart löpare · d8 svart drottning · e8 svart kung · f8 svart löpare · g8 svart springare · h8 svart torn · a7 svart bonde · b7 svart bonde · c7 svart bonde · d7 svart bonde · f7 svart bonde · h7 svart bonde · e5 vit springare · e4 vit bonde · f4 svart bonde · g4 svart bonde · h4 vit bonde · a2 vit bonde · b2 vit bonde · c2 vit bonde · d2 vit bonde · g2 vit bonde · a1 vit torn · b1 vit springare · c1 vit löpare · d1 vit drottning · e1 vit kung · f1 vit löpare · h1 vit torn | a8 svart torn · b8 svart springare · c8 svart löpare · d8 svart drottning · e8 svart kung · f8 svart löpare · g8 svart springare · h8 svart torn · a7 svart bonde · b7 svart bonde · c7 svart bonde · d7 svart bonde · f7 svart bonde · h7 svart bonde · e5 vit springare · e4 vit bonde · f4 svart bonde · g4 svart bonde · h4 vit bonde · a2 vit bonde · b2 vit bonde · c2 vit bonde · d2 vit bonde · g2 vit bonde · a1 vit torn · b1 vit springare · c1 vit löpare · d1 vit drottning · e1 vit kung · f1 vit löpare · h1 vit torn | a8 svart torn · b8 svart springare · c8 svart löpare · d8 svart drottning · e8 svart kung · f8 svart löpare · g8 svart springare · h8 svart torn · a7 svart bonde · b7 svart bonde · c7 svart bonde · d7 svart bonde · f7 svart bonde · h7 svart bonde · e5 vit springare · e4 vit bonde · f4 svart bonde · g4 svart bonde · h4 vit bonde · a2 vit bonde · b2 vit bonde · c2 vit bonde · d2 vit bonde · g2 vit bonde · a1 vit torn · b1 vit springare · c1 vit löpare · d1 vit drottning · e1 vit kung · f1 vit löpare · h1 vit torn | a8 svart torn · b8 svart springare · c8 svart löpare · d8 svart drottning · e8 svart kung · f8 svart löpare · g8 svart springare · h8 svart torn · a7 svart bonde · b7 svart bonde · c7 svart bonde · d7 svart bonde · f7 svart bonde · h7 svart bonde · e5 vit springare · e4 vit bonde · f4 svart bonde · g4 svart bonde · h4 vit bonde · a2 vit bonde · b2 vit bonde · c2 vit bonde · d2 vit bonde · g2 vit bonde · a1 vit torn · b1 vit springare · c1 vit löpare · d1 vit drottning · e1 vit kung · f1 vit löpare · h1 vit torn | a8 svart torn · b8 svart springare · c8 svart löpare · d8 svart drottning · e8 svart kung · f8 svart löpare · g8 svart springare · h8 svart torn · a7 svart bonde · b7 svart bonde · c7 svart bonde · d7 svart bonde · f7 svart bonde · h7 svart bonde · e5 vit springare · e4 vit bonde · f4 svart bonde · g4 svart bonde · h4 vit bonde · a2 vit bonde · b2 vit bonde · c2 vit bonde · d2 vit bonde · g2 vit bonde · a1 vit torn · b1 vit springare · c1 vit löpare · d1 vit drottning · e1 vit kung · f1 vit löpare · h1 vit torn | a8 svart torn · b8 svart springare · c8 svart löpare · d8 svart drottning · e8 svart kung · f8 svart löpare · g8 svart springare · h8 svart torn · a7 svart bonde · b7 svart bonde · c7 svart bonde · d7 svart bonde · f7 svart bonde · h7 svart bonde · e5 vit springare · e4 vit bonde · f4 svart bonde · g4 svart bonde · h4 vit bonde · a2 vit bonde · b2 vit bonde · c2 vit bonde · d2 vit bonde · g2 vit bonde · a1 vit torn · b1 vit springare · c1 vit löpare · d1 vit drottning · e1 vit kung · f1 vit löpare · h1 vit torn | a8 svart torn · b8 svart springare · c8 svart löpare · d8 svart drottning · e8 svart kung · f8 svart löpare · g8 svart springare · h8 svart torn · a7 svart bonde · b7 svart bonde · c7 svart bonde · d7 svart bonde · f7 svart bonde · h7 svart bonde · e5 vit springare · e4 vit bonde · f4 svart bonde · g4 svart bonde · h4 vit bonde · a2 vit bonde · b2 vit bonde · c2 vit bonde · d2 vit bonde · g2 vit bonde · a1 vit torn · b1 vit springare · c1 vit löpare · d1 vit drottning · e1 vit kung · f1 vit löpare · h1 vit torn | 5 |
| 4 | a8 svart torn · b8 svart springare · c8 svart löpare · d8 svart drottning · e8 svart kung · f8 svart löpare · g8 svart springare · h8 svart torn · a7 svart bonde · b7 svart bonde · c7 svart bonde · d7 svart bonde · f7 svart bonde · h7 svart bonde · e5 vit springare · e4 vit bonde · f4 svart bonde · g4 svart bonde · h4 vit bonde · a2 vit bonde · b2 vit bonde · c2 vit bonde · d2 vit bonde · g2 vit bonde · a1 vit torn · b1 vit springare · c1 vit löpare · d1 vit drottning · e1 vit kung · f1 vit löpare · h1 vit torn | a8 svart torn · b8 svart springare · c8 svart löpare · d8 svart drottning · e8 svart kung · f8 svart löpare · g8 svart springare · h8 svart torn · a7 svart bonde · b7 svart bonde · c7 svart bonde · d7 svart bonde · f7 svart bonde · h7 svart bonde · e5 vit springare · e4 vit bonde · f4 svart bonde · g4 svart bonde · h4 vit bonde · a2 vit bonde · b2 vit bonde · c2 vit bonde · d2 vit bonde · g2 vit bonde · a1 vit torn · b1 vit springare · c1 vit löpare · d1 vit drottning · e1 vit kung · f1 vit löpare · h1 vit torn | a8 svart torn · b8 svart springare · c8 svart löpare · d8 svart drottning · e8 svart kung · f8 svart löpare · g8 svart springare · h8 svart torn · a7 svart bonde · b7 svart bonde · c7 svart bonde · d7 svart bonde · f7 svart bonde · h7 svart bonde · e5 vit springare · e4 vit bonde · f4 svart bonde · g4 svart bonde · h4 vit bonde · a2 vit bonde · b2 vit bonde · c2 vit bonde · d2 vit bonde · g2 vit bonde · a1 vit torn · b1 vit springare · c1 vit löpare · d1 vit drottning · e1 vit kung · f1 vit löpare · h1 vit torn | a8 svart torn · b8 svart springare · c8 svart löpare · d8 svart drottning · e8 svart kung · f8 svart löpare · g8 svart springare · h8 svart torn · a7 svart bonde · b7 svart bonde · c7 svart bonde · d7 svart bonde · f7 svart bonde · h7 svart bonde · e5 vit springare · e4 vit bonde · f4 svart bonde · g4 svart bonde · h4 vit bonde · a2 vit bonde · b2 vit bonde · c2 vit bonde · d2 vit bonde · g2 vit bonde · a1 vit torn · b1 vit springare · c1 vit löpare · d1 vit drottning · e1 vit kung · f1 vit löpare · h1 vit torn | a8 svart torn · b8 svart springare · c8 svart löpare · d8 svart drottning · e8 svart kung · f8 svart löpare · g8 svart springare · h8 svart torn · a7 svart bonde · b7 svart bonde · c7 svart bonde · d7 svart bonde · f7 svart bonde · h7 svart bonde · e5 vit springare · e4 vit bonde · f4 svart bonde · g4 svart bonde · h4 vit bonde · a2 vit bonde · b2 vit bonde · c2 vit bonde · d2 vit bonde · g2 vit bonde · a1 vit torn · b1 vit springare · c1 vit löpare · d1 vit drottning · e1 vit kung · f1 vit löpare · h1 vit torn | a8 svart torn · b8 svart springare · c8 svart löpare · d8 svart drottning · e8 svart kung · f8 svart löpare · g8 svart springare · h8 svart torn · a7 svart bonde · b7 svart bonde · c7 svart bonde · d7 svart bonde · f7 svart bonde · h7 svart bonde · e5 vit springare · e4 vit bonde · f4 svart bonde · g4 svart bonde · h4 vit bonde · a2 vit bonde · b2 vit bonde · c2 vit bonde · d2 vit bonde · g2 vit bonde · a1 vit torn · b1 vit springare · c1 vit löpare · d1 vit drottning · e1 vit kung · f1 vit löpare · h1 vit torn | a8 svart torn · b8 svart springare · c8 svart löpare · d8 svart drottning · e8 svart kung · f8 svart löpare · g8 svart springare · h8 svart torn · a7 svart bonde · b7 svart bonde · c7 svart bonde · d7 svart bonde · f7 svart bonde · h7 svart bonde · e5 vit springare · e4 vit bonde · f4 svart bonde · g4 svart bonde · h4 vit bonde · a2 vit bonde · b2 vit bonde · c2 vit bonde · d2 vit bonde · g2 vit bonde · a1 vit torn · b1 vit springare · c1 vit löpare · d1 vit drottning · e1 vit kung · f1 vit löpare · h1 vit torn | a8 svart torn · b8 svart springare · c8 svart löpare · d8 svart drottning · e8 svart kung · f8 svart löpare · g8 svart springare · h8 svart torn · a7 svart bonde · b7 svart bonde · c7 svart bonde · d7 svart bonde · f7 svart bonde · h7 svart bonde · e5 vit springare · e4 vit bonde · f4 svart bonde · g4 svart bonde · h4 vit bonde · a2 vit bonde · b2 vit bonde · c2 vit bonde · d2 vit bonde · g2 vit bonde · a1 vit torn · b1 vit springare · c1 vit löpare · d1 vit drottning · e1 vit kung · f1 vit löpare · h1 vit torn | 4 |
| 3 | a8 svart torn · b8 svart springare · c8 svart löpare · d8 svart drottning · e8 svart kung · f8 svart löpare · g8 svart springare · h8 svart torn · a7 svart bonde · b7 svart bonde · c7 svart bonde · d7 svart bonde · f7 svart bonde · h7 svart bonde · e5 vit springare · e4 vit bonde · f4 svart bonde · g4 svart bonde · h4 vit bonde · a2 vit bonde · b2 vit bonde · c2 vit bonde · d2 vit bonde · g2 vit bonde · a1 vit torn · b1 vit springare · c1 vit löpare · d1 vit drottning · e1 vit kung · f1 vit löpare · h1 vit torn | a8 svart torn · b8 svart springare · c8 svart löpare · d8 svart drottning · e8 svart kung · f8 svart löpare · g8 svart springare · h8 svart torn · a7 svart bonde · b7 svart bonde · c7 svart bonde · d7 svart bonde · f7 svart bonde · h7 svart bonde · e5 vit springare · e4 vit bonde · f4 svart bonde · g4 svart bonde · h4 vit bonde · a2 vit bonde · b2 vit bonde · c2 vit bonde · d2 vit bonde · g2 vit bonde · a1 vit torn · b1 vit springare · c1 vit löpare · d1 vit drottning · e1 vit kung · f1 vit löpare · h1 vit torn | a8 svart torn · b8 svart springare · c8 svart löpare · d8 svart drottning · e8 svart kung · f8 svart löpare · g8 svart springare · h8 svart torn · a7 svart bonde · b7 svart bonde · c7 svart bonde · d7 svart bonde · f7 svart bonde · h7 svart bonde · e5 vit springare · e4 vit bonde · f4 svart bonde · g4 svart bonde · h4 vit bonde · a2 vit bonde · b2 vit bonde · c2 vit bonde · d2 vit bonde · g2 vit bonde · a1 vit torn · b1 vit springare · c1 vit löpare · d1 vit drottning · e1 vit kung · f1 vit löpare · h1 vit torn | a8 svart torn · b8 svart springare · c8 svart löpare · d8 svart drottning · e8 svart kung · f8 svart löpare · g8 svart springare · h8 svart torn · a7 svart bonde · b7 svart bonde · c7 svart bonde · d7 svart bonde · f7 svart bonde · h7 svart bonde · e5 vit springare · e4 vit bonde · f4 svart bonde · g4 svart bonde · h4 vit bonde · a2 vit bonde · b2 vit bonde · c2 vit bonde · d2 vit bonde · g2 vit bonde · a1 vit torn · b1 vit springare · c1 vit löpare · d1 vit drottning · e1 vit kung · f1 vit löpare · h1 vit torn | a8 svart torn · b8 svart springare · c8 svart löpare · d8 svart drottning · e8 svart kung · f8 svart löpare · g8 svart springare · h8 svart torn · a7 svart bonde · b7 svart bonde · c7 svart bonde · d7 svart bonde · f7 svart bonde · h7 svart bonde · e5 vit springare · e4 vit bonde · f4 svart bonde · g4 svart bonde · h4 vit bonde · a2 vit bonde · b2 vit bonde · c2 vit bonde · d2 vit bonde · g2 vit bonde · a1 vit torn · b1 vit springare · c1 vit löpare · d1 vit drottning · e1 vit kung · f1 vit löpare · h1 vit torn | a8 svart torn · b8 svart springare · c8 svart löpare · d8 svart drottning · e8 svart kung · f8 svart löpare · g8 svart springare · h8 svart torn · a7 svart bonde · b7 svart bonde · c7 svart bonde · d7 svart bonde · f7 svart bonde · h7 svart bonde · e5 vit springare · e4 vit bonde · f4 svart bonde · g4 svart bonde · h4 vit bonde · a2 vit bonde · b2 vit bonde · c2 vit bonde · d2 vit bonde · g2 vit bonde · a1 vit torn · b1 vit springare · c1 vit löpare · d1 vit drottning · e1 vit kung · f1 vit löpare · h1 vit torn | a8 svart torn · b8 svart springare · c8 svart löpare · d8 svart drottning · e8 svart kung · f8 svart löpare · g8 svart springare · h8 svart torn · a7 svart bonde · b7 svart bonde · c7 svart bonde · d7 svart bonde · f7 svart bonde · h7 svart bonde · e5 vit springare · e4 vit bonde · f4 svart bonde · g4 svart bonde · h4 vit bonde · a2 vit bonde · b2 vit bonde · c2 vit bonde · d2 vit bonde · g2 vit bonde · a1 vit torn · b1 vit springare · c1 vit löpare · d1 vit drottning · e1 vit kung · f1 vit löpare · h1 vit torn | a8 svart torn · b8 svart springare · c8 svart löpare · d8 svart drottning · e8 svart kung · f8 svart löpare · g8 svart springare · h8 svart torn · a7 svart bonde · b7 svart bonde · c7 svart bonde · d7 svart bonde · f7 svart bonde · h7 svart bonde · e5 vit springare · e4 vit bonde · f4 svart bonde · g4 svart bonde · h4 vit bonde · a2 vit bonde · b2 vit bonde · c2 vit bonde · d2 vit bonde · g2 vit bonde · a1 vit torn · b1 vit springare · c1 vit löpare · d1 vit drottning · e1 vit kung · f1 vit löpare · h1 vit torn | 3 |
| 2 | a8 svart torn · b8 svart springare · c8 svart löpare · d8 svart drottning · e8 svart kung · f8 svart löpare · g8 svart springare · h8 svart torn · a7 svart bonde · b7 svart bonde · c7 svart bonde · d7 svart bonde · f7 svart bonde · h7 svart bonde · e5 vit springare · e4 vit bonde · f4 svart bonde · g4 svart bonde · h4 vit bonde · a2 vit bonde · b2 vit bonde · c2 vit bonde · d2 vit bonde · g2 vit bonde · a1 vit torn · b1 vit springare · c1 vit löpare · d1 vit drottning · e1 vit kung · f1 vit löpare · h1 vit torn | a8 svart torn · b8 svart springare · c8 svart löpare · d8 svart drottning · e8 svart kung · f8 svart löpare · g8 svart springare · h8 svart torn · a7 svart bonde · b7 svart bonde · c7 svart bonde · d7 svart bonde · f7 svart bonde · h7 svart bonde · e5 vit springare · e4 vit bonde · f4 svart bonde · g4 svart bonde · h4 vit bonde · a2 vit bonde · b2 vit bonde · c2 vit bonde · d2 vit bonde · g2 vit bonde · a1 vit torn · b1 vit springare · c1 vit löpare · d1 vit drottning · e1 vit kung · f1 vit löpare · h1 vit torn | a8 svart torn · b8 svart springare · c8 svart löpare · d8 svart drottning · e8 svart kung · f8 svart löpare · g8 svart springare · h8 svart torn · a7 svart bonde · b7 svart bonde · c7 svart bonde · d7 svart bonde · f7 svart bonde · h7 svart bonde · e5 vit springare · e4 vit bonde · f4 svart bonde · g4 svart bonde · h4 vit bonde · a2 vit bonde · b2 vit bonde · c2 vit bonde · d2 vit bonde · g2 vit bonde · a1 vit torn · b1 vit springare · c1 vit löpare · d1 vit drottning · e1 vit kung · f1 vit löpare · h1 vit torn | a8 svart torn · b8 svart springare · c8 svart löpare · d8 svart drottning · e8 svart kung · f8 svart löpare · g8 svart springare · h8 svart torn · a7 svart bonde · b7 svart bonde · c7 svart bonde · d7 svart bonde · f7 svart bonde · h7 svart bonde · e5 vit springare · e4 vit bonde · f4 svart bonde · g4 svart bonde · h4 vit bonde · a2 vit bonde · b2 vit bonde · c2 vit bonde · d2 vit bonde · g2 vit bonde · a1 vit torn · b1 vit springare · c1 vit löpare · d1 vit drottning · e1 vit kung · f1 vit löpare · h1 vit torn | a8 svart torn · b8 svart springare · c8 svart löpare · d8 svart drottning · e8 svart kung · f8 svart löpare · g8 svart springare · h8 svart torn · a7 svart bonde · b7 svart bonde · c7 svart bonde · d7 svart bonde · f7 svart bonde · h7 svart bonde · e5 vit springare · e4 vit bonde · f4 svart bonde · g4 svart bonde · h4 vit bonde · a2 vit bonde · b2 vit bonde · c2 vit bonde · d2 vit bonde · g2 vit bonde · a1 vit torn · b1 vit springare · c1 vit löpare · d1 vit drottning · e1 vit kung · f1 vit löpare · h1 vit torn | a8 svart torn · b8 svart springare · c8 svart löpare · d8 svart drottning · e8 svart kung · f8 svart löpare · g8 svart springare · h8 svart torn · a7 svart bonde · b7 svart bonde · c7 svart bonde · d7 svart bonde · f7 svart bonde · h7 svart bonde · e5 vit springare · e4 vit bonde · f4 svart bonde · g4 svart bonde · h4 vit bonde · a2 vit bonde · b2 vit bonde · c2 vit bonde · d2 vit bonde · g2 vit bonde · a1 vit torn · b1 vit springare · c1 vit löpare · d1 vit drottning · e1 vit kung · f1 vit löpare · h1 vit torn | a8 svart torn · b8 svart springare · c8 svart löpare · d8 svart drottning · e8 svart kung · f8 svart löpare · g8 svart springare · h8 svart torn · a7 svart bonde · b7 svart bonde · c7 svart bonde · d7 svart bonde · f7 svart bonde · h7 svart bonde · e5 vit springare · e4 vit bonde · f4 svart bonde · g4 svart bonde · h4 vit bonde · a2 vit bonde · b2 vit bonde · c2 vit bonde · d2 vit bonde · g2 vit bonde · a1 vit torn · b1 vit springare · c1 vit löpare · d1 vit drottning · e1 vit kung · f1 vit löpare · h1 vit torn | a8 svart torn · b8 svart springare · c8 svart löpare · d8 svart drottning · e8 svart kung · f8 svart löpare · g8 svart springare · h8 svart torn · a7 svart bonde · b7 svart bonde · c7 svart bonde · d7 svart bonde · f7 svart bonde · h7 svart bonde · e5 vit springare · e4 vit bonde · f4 svart bonde · g4 svart bonde · h4 vit bonde · a2 vit bonde · b2 vit bonde · c2 vit bonde · d2 vit bonde · g2 vit bonde · a1 vit torn · b1 vit springare · c1 vit löpare · d1 vit drottning · e1 vit kung · f1 vit löpare · h1 vit torn | 2 |
| 1 | a8 svart torn · b8 svart springare · c8 svart löpare · d8 svart drottning · e8 svart kung · f8 svart löpare · g8 svart springare · h8 svart torn · a7 svart bonde · b7 svart bonde · c7 svart bonde · d7 svart bonde · f7 svart bonde · h7 svart bonde · e5 vit springare · e4 vit bonde · f4 svart bonde · g4 svart bonde · h4 vit bonde · a2 vit bonde · b2 vit bonde · c2 vit bonde · d2 vit bonde · g2 vit bonde · a1 vit torn · b1 vit springare · c1 vit löpare · d1 vit drottning · e1 vit kung · f1 vit löpare · h1 vit torn | a8 svart torn · b8 svart springare · c8 svart löpare · d8 svart drottning · e8 svart kung · f8 svart löpare · g8 svart springare · h8 svart torn · a7 svart bonde · b7 svart bonde · c7 svart bonde · d7 svart bonde · f7 svart bonde · h7 svart bonde · e5 vit springare · e4 vit bonde · f4 svart bonde · g4 svart bonde · h4 vit bonde · a2 vit bonde · b2 vit bonde · c2 vit bonde · d2 vit bonde · g2 vit bonde · a1 vit torn · b1 vit springare · c1 vit löpare · d1 vit drottning · e1 vit kung · f1 vit löpare · h1 vit torn | a8 svart torn · b8 svart springare · c8 svart löpare · d8 svart drottning · e8 svart kung · f8 svart löpare · g8 svart springare · h8 svart torn · a7 svart bonde · b7 svart bonde · c7 svart bonde · d7 svart bonde · f7 svart bonde · h7 svart bonde · e5 vit springare · e4 vit bonde · f4 svart bonde · g4 svart bonde · h4 vit bonde · a2 vit bonde · b2 vit bonde · c2 vit bonde · d2 vit bonde · g2 vit bonde · a1 vit torn · b1 vit springare · c1 vit löpare · d1 vit drottning · e1 vit kung · f1 vit löpare · h1 vit torn | a8 svart torn · b8 svart springare · c8 svart löpare · d8 svart drottning · e8 svart kung · f8 svart löpare · g8 svart springare · h8 svart torn · a7 svart bonde · b7 svart bonde · c7 svart bonde · d7 svart bonde · f7 svart bonde · h7 svart bonde · e5 vit springare · e4 vit bonde · f4 svart bonde · g4 svart bonde · h4 vit bonde · a2 vit bonde · b2 vit bonde · c2 vit bonde · d2 vit bonde · g2 vit bonde · a1 vit torn · b1 vit springare · c1 vit löpare · d1 vit drottning · e1 vit kung · f1 vit löpare · h1 vit torn | a8 svart torn · b8 svart springare · c8 svart löpare · d8 svart drottning · e8 svart kung · f8 svart löpare · g8 svart springare · h8 svart torn · a7 svart bonde · b7 svart bonde · c7 svart bonde · d7 svart bonde · f7 svart bonde · h7 svart bonde · e5 vit springare · e4 vit bonde · f4 svart bonde · g4 svart bonde · h4 vit bonde · a2 vit bonde · b2 vit bonde · c2 vit bonde · d2 vit bonde · g2 vit bonde · a1 vit torn · b1 vit springare · c1 vit löpare · d1 vit drottning · e1 vit kung · f1 vit löpare · h1 vit torn | a8 svart torn · b8 svart springare · c8 svart löpare · d8 svart drottning · e8 svart kung · f8 svart löpare · g8 svart springare · h8 svart torn · a7 svart bonde · b7 svart bonde · c7 svart bonde · d7 svart bonde · f7 svart bonde · h7 svart bonde · e5 vit springare · e4 vit bonde · f4 svart bonde · g4 svart bonde · h4 vit bonde · a2 vit bonde · b2 vit bonde · c2 vit bonde · d2 vit bonde · g2 vit bonde · a1 vit torn · b1 vit springare · c1 vit löpare · d1 vit drottning · e1 vit kung · f1 vit löpare · h1 vit torn | a8 svart torn · b8 svart springare · c8 svart löpare · d8 svart drottning · e8 svart kung · f8 svart löpare · g8 svart springare · h8 svart torn · a7 svart bonde · b7 svart bonde · c7 svart bonde · d7 svart bonde · f7 svart bonde · h7 svart bonde · e5 vit springare · e4 vit bonde · f4 svart bonde · g4 svart bonde · h4 vit bonde · a2 vit bonde · b2 vit bonde · c2 vit bonde · d2 vit bonde · g2 vit bonde · a1 vit torn · b1 vit springare · c1 vit löpare · d1 vit drottning · e1 vit kung · f1 vit löpare · h1 vit torn | a8 svart torn · b8 svart springare · c8 svart löpare · d8 svart drottning · e8 svart kung · f8 svart löpare · g8 svart springare · h8 svart torn · a7 svart bonde · b7 svart bonde · c7 svart bonde · d7 svart bonde · f7 svart bonde · h7 svart bonde · e5 vit springare · e4 vit bonde · f4 svart bonde · g4 svart bonde · h4 vit bonde · a2 vit bonde · b2 vit bonde · c2 vit bonde · d2 vit bonde · g2 vit bonde · a1 vit torn · b1 vit springare · c1 vit löpare · d1 vit drottning · e1 vit kung · f1 vit löpare · h1 vit torn | 1 |
|   | a | b | c | d | e | f | g | h |   |

Efter 2...exf4 är vits vanligaste svar 3.Sf3 och 3.Lc4. För att behålla bonden måste svart försvaga sin kungsflygel men genom att ge tillbaka den i rätt läge kan han utjämna spelet. 
- 3.Sf3 kallas springargambit. Svart spelar vanligen 3...g5 (ett modernt alternativ är 3...d5 med ungefär samma idé som i Falkbeers motgambit nedan) och vit kan välja mellan:
  - 4.h4 g4 5.Se5 (se diagram) är huvudspåret i antagen kungsgambit och kan fortsätta 5...Sf6 6.Lc4 d5 7.exd5 Ld6.
  - 4.Lc4 är ett alternativ och kan följas av 4...g4 5.0-0 gxf3 6.Dxf3 med mycket skarpt spel, eller 4...Lg7 5.d4 d6 som är lite lugnare.

- 3.Lc4 kallas löpargambit och kan följas av t ex 3...d5 4.Lxd5 Dh4+ 5.Kf1.

### Avböjd kungsgambit
Svart kan avböja gambiten på flera sätt där det vanligaste är 2...Lc5 3.Sf3 d6 4.Sc3 (eller 4.Lc4).
Svart kan också  spela Falkbeers motgambit där man offrar tillbaka en bonde för snabb utveckling. Den anses leda till en liten fördel för vit. Huvudvarianten är 2...d5 3.exd5 e4 4.d3 Sf6.